# ハチクイ
ハチクイ（蜂食、学名：Merops philippinus）は、ブッポウソウ目ハチクイ科に分類される鳥。

## 分布
オーストラリアで繁殖する。オーストラリア北部では留鳥として周年見ることができる。南部で繁殖したものは冬期は北部に渡り、ニューギニア、セレベス等まで飛来する。
日本では、1904年に沖縄県宮古島で採集された記録があるだけの迷鳥である。

## 形態
体長約26cm。頭上、上背、胸等はやや褐色味のある緑色で、下背、腰、尾羽はコバルト色の美しい鳥である。雌雄ほぼ同色。過眼線は黒色。尾は角型で、中央の2枚の羽が長く伸びて先が尖っている。

## 生態
開けた場所を好む。飛翔してハチ等の昆虫を捕食することが和名の由来である。地上でアリを食べることもある。鳴き声は、「ピルッ」、「ピッ」という短い声。
ハチを捕食する場合は毒針を抜いてから食べる。また、ハチの毒に対する免疫を持っているため、ハチに刺されても死ぬ事は無い。